# Andrias scheuchzeri
Andrias scheuchzeri — викопний вид хвостатих земноводних родини критозябрецевих (Cryptobranchidae).

## Опис
Голотип являє собою неповний скелет, завдовжки близько метра. Він складається з черепа, хребта та кінцівок, бракує лише хвоста.

## Історія досліджень

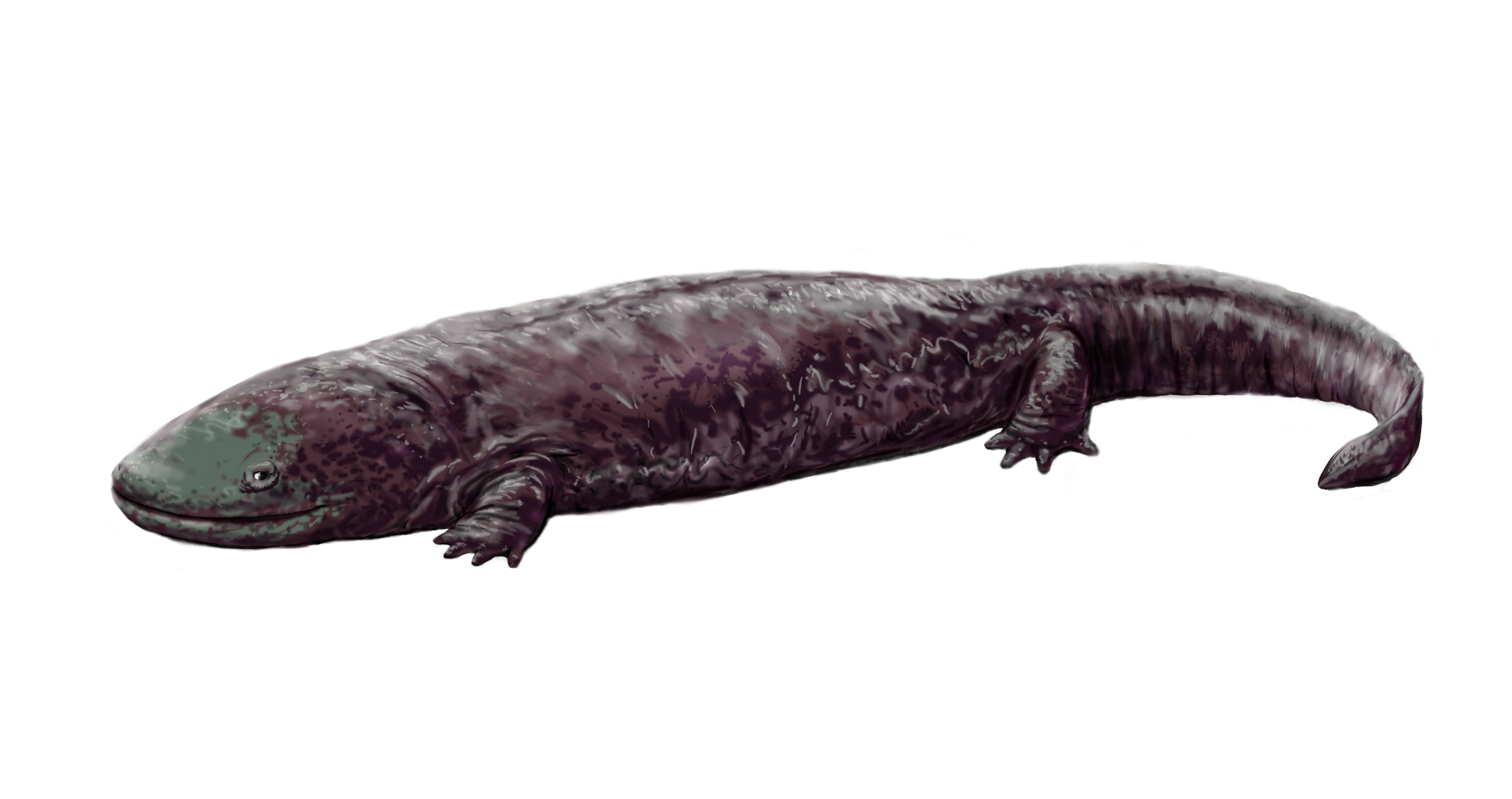

Скам'янілі рештки були описані у 1726 році швейцарським натуралістом Йоганном Шойхцером. Дослідник вважав, що це скелет дитини, що загинула під час Всесвітнього потопу. Тому рештки описані під назвою Homo diluvii testis (Людина — свідок потопу). У 1812 році французький вчений Жорж Кюв'є дослідив скам'янілість та доказав, що ці кістки належать велетенській саламандрі.

## Скам'янілості
У Центральній Європі скам'янілості відомі від пізнього олігоцену до пізнього пліоцену Німеччини, раннього міоцену Чехії, пізнього міоцену Австрії та середнього або пізнього міоцену Угорщини. Деякі дослідження стверджують, що Andrias scheuchzeri був поширений аж на схід до Західного Сибіру та Зайсанського басейну на кордоні між Китаєм і Казахстаном.

## У культурі
- Фігурує у книзі Карела Чапека «Війна з саламандрами» (Válka s Mloky) як назва піддослідних саламандр.